# Corpi Santi di Milano
Corpi Santi di Milano (« Corps saints de Milan ») est une ancienne commune italienne, fondée en 1782 et annexée à Milan en 1873. La commune qui comprenait le territoire rural autour des murs de la ville de Milan était à l'origine connue sous le nom de Corpi Santi, le terme « di Milano » a été ajouté en 1859, probablement pour éviter toute confusion avec la commune du même nom située dans la région de Pavie.

## Le nom

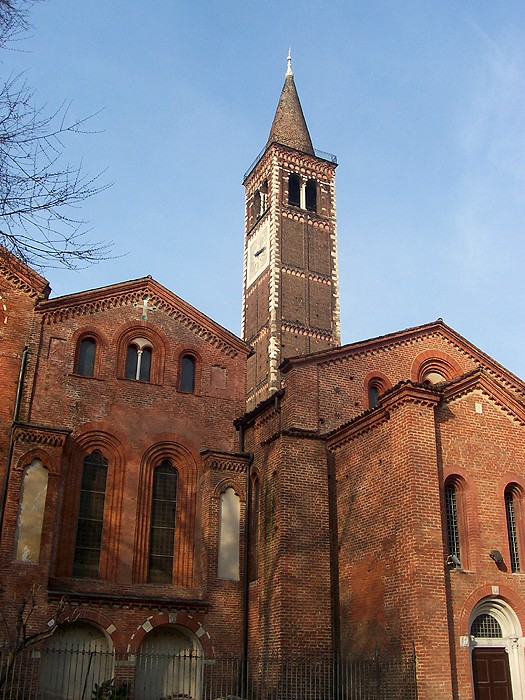
La basilique de Sant'Eustorgio, qui fait partie du quartier Porta Ticinese de Milan, anciennement Corpi Santi ; selon la légende, bâtie afin conserver les corps des Mages

Les érudits ont proposé plusieurs explications afférentes à la toponymie Corpi Santi, qui signifie littéralement « Corps Saints ». Une  est liée à une légende médiévale, selon laquelle les cadavres des mages ont été envoyés à Milan en 1034. Lorsque le chariot qui les transportait a atteint les murs de la ville, il s'est miraculeusement bloqué et toute tentative pour introduire en ville a échoué. L'évêque de Milan ordonna ainsi que les corps soient enterrés hors des murs, à l'endroit  où le chariot s'est immobilisé ; la basilique Sant'Eustorgio a été construite à cet endroit pour garder les reliques, et l'endroit aurait pris le nom  « la place des corps saints ».
Une explication plus banale de la toponymie est que, pendant la domination autrichienne, les lois sanitaires imposaient aux Milanais d'enterrer leurs morts à l'extérieur des murs de la ville. En conséquence, la plupart des cimetières (c'est-à-dire les Corpi Santi) étaient construits dans les environs.

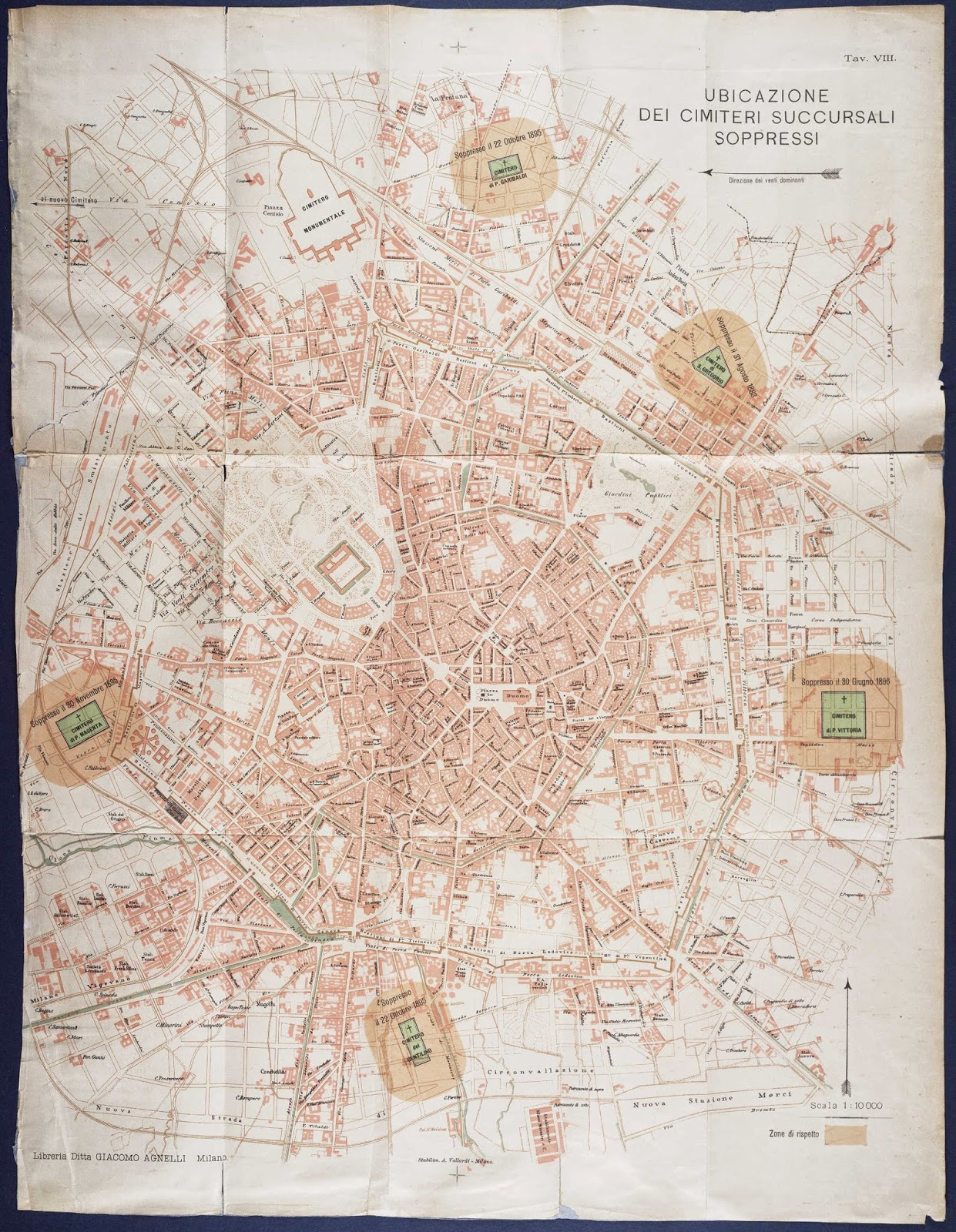
Placement des principaux cimetières sous la domination autrichienne

## Histoire
La création de la commune de Corpi Santi di Milano a été décidée par l'impératrice Marie-Thérèse en 1757 et entérinée en 1782 par son fils Joseph II. La commune a été brièvement annexée à Milan pendant la domination napoléonienne, a retrouvé son autonomie avec le royaume de Lombardie-Vénétie et fut de nouveau annexée à Milan en 1873.

## Description
Corpi Santi avait une superficie d'environ 66 km2  en forme d'anneau centré sur Milan s'étendant sur 6–7 km à l'extérieur des murs de la ville.
La zone rurale à l'extérieur des murs de Milan, comprenant la commune de Corpi Santi était traversée par les canaux Navigli, ainsi que par des rivières comme l'Olona, le Lambro et le Seveso ) et comprenait des établissements ruraux comme les cascine (fermes) et borghi (petites villes). Son économie dépendait de Milan que les agriculteurs  fournissaient en légumes périssables comme l'oignon, le chou, les fruits. Les marchandises apportées à Milan depuis Corpi Santi n'étaient pas soumises aux droits de douane.
Au XXe siècle, la majeure partie du territoire de la commune Corpi Santi a été absorbée par l'agglomération urbaine de Milan. Les villes rurales sont devenues des districts; les quartiers modernes qui se sont développés à partir des borghi de Corpi Santi comprennent entre-autres Barona, Gratosoglio, Ghisolfa, Bovisa, Calvairate, Tre Ronchetti, Monluè, Lorenteggio, Lampugnano et Cimiano . La plupart des cascines ont été démolies ou adaptées en écoles, restaurants ou bâtiments gouvernementaux.